# 2006 у Миколаєві
| Роки в Миколаєві ← • 2001 • 2002 • 2003 • 2004 • 2005 • 2006 • 2007 • 2008 • 2009 • 2010 • 2011 • 2012 • 2013 • 2014 • 2015 • 2016 • 2017 • 2018 • 2019 • 2020 • 2021 • 2022 • 2023 • 2024 → |

2006 у Миколаєві — список важливих подій, що відбулись у 2006 році в Миколаєві. Також подано перелік відомих осіб, пов'язаних з містом, що померли цього року. З часом буде додано відомих миколаївців, що народилися у 2006 році.

## Населення
Чисельність наявного населення Миколаєва на 1 січня 2006 року склала 508,4 тис. осіб.

## Події

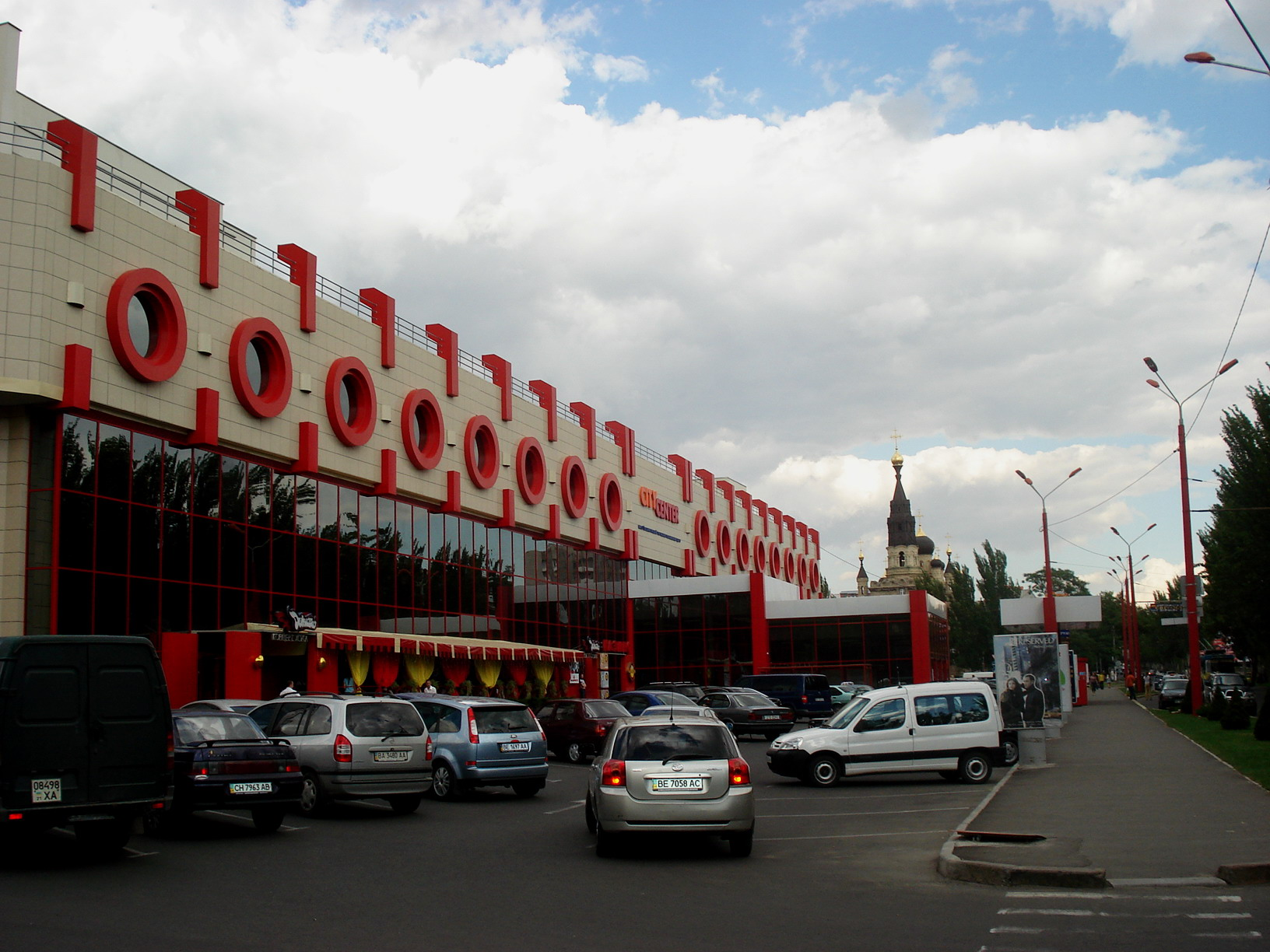
«Сіті-Центр»

- На Центральному проспекті, будинок 98 на розі проспекту та Садової вулиці, у недобудованій ще з радянських часів будівлі Палацу культури Миколаївського суднобудівного заводу ім. 61 комунара відкрито перший торгово-розважальний центр Миколаєва та всього півдня України «Сіті-Центр».
- У Миколаєві відбувся перший міжнародний відкритий театральний конкурс, фестиваль «Homo Ludens».
- Заснована Чорноморська яхтова верф — суднобудівне підприємство, що спеціалізується на будівництві вітрильних і моторних яхт за індивідуальними проєктами.
- 26 березня в Миколаєві відбулися вибори Миколаївського міського голови та депутатів Миколаївської міської ради. Мером міста втретє поспіль був обраний Володимир Дмитрович Чайка.

## Особи

### Почесні громадяни
- Городецький Василь Васильович — голова Миколаївської громадської ветеранської організації «Лєваневці», генерал-майор авіації Збройних Сил СРСР, депутат Миколаївської міської ради чотирьох скликань.
- Круглов Микола Петрович — народний депутат України 7-го скликання, голова Миколаївської обласної державної адміністрації у 2010–2014 роках.
- Меншиков Валентин Петрович — ветеран праці, депутат Миколаївської міської ради відзначений грамотами Держбуду України за сприяння підвищенню якості будівництва об'єктів в місті Миколаєві.
- Прудкий Сергій Васильович — член виконкому Миколаївської міської ради, академік Академії наук суднобудування України.
- Волохов Євген Павлович — депутат Миколаївської міської ради, заслужений лікар Української РСР, визнаний кращим серед працівників закладів охорони здоров'я Миколаївської області в номінації «За новітні технології в пологовій допомозі» та в номінації «Здорова мати — здорова дитина».

### Городянин рокуі «Людина року»
- Вадатурський Олексій Опанасович — номінація «Меценат року».
- Ващиленко Артем Миколайович — номінація «Фінанси і банківська справа».
- Голубкова Катерина Олександрівна — номінація «Мистецтво».
- Губанов Сергій Миколайович — номінація «Училища і технікуми».
- Долгов Євген Леонідович — номінація «Культура».
- Загоруй Віктор Семенович — номінація «Будівництво і архітектура».
- Запорожець Віктор Костянтинович — номінація «Фізкультура і спорт».
- Кантор Сергій Анатолійович — номінація «Промисловість».
- Кисличенко Віктор Григорович — номінація «Промисловість».
- Маринов Олександр Миколайович — номінація «Підприємництво».
- Москаленко Руслан Георгійович — номінація «Інноваційний проєкт року».
- Овдієнко Ігор Миколайович — номінація «Захист миколаївського суднобудування».
- Свистун Артем Олександрович — номінація «Молоде ім'я року».
- Семенов Андрій Іванович — номінація «Благодійність».
- Сич Євген Григорович — номінація «Охорона здоров'я».
- Трегубов Юрій Борисович — номінація «Засоби масової інформації».
- Шебанін В'ячеслав Сергійович — номінація «Наука і вища школа».
- Людина року — Антонюк Андрій Данилович.

### Померли
- Кучеревський Євген Мефодійович (6 серпня 1941, Херсон — 26 серпня 2006, Дніпропетровськ) — український радянський футболіст, український футбольний тренер. Виступав за «Суднобудівник» у 1965—1970 роках, тренував миколаївський клуб у 1983—1985 і 1994—1997 роках.
- Захаров Юрій Васильович (26 квітня 1930, Благовєщенськ, Амурська область — 19 червня 2006, Миколаїв) — український кораблебудівник, вчений у галузі енергетики водних суден, холодотехніки та кондиціювання газів, дійсний член низки українських та закордонних Академій наук, заслужений діяч науки УРСР.
- Кириленко Андрій Миколайович (11 грудня 1922, Лиса Гора — 13 березня 2006, Миколаїв) — радянський льотчик-випробовувач, брав участь у першому випробуванні термоядерної бомби в СРСР.
- Іваненко Володимир Олександрович (21 січня 1954, Керч, Кримська область, РРФСР, СРСР (нині Україна) — 15 жовтня 2006, Київ, Україна) — засновник першого в СРСР недержавного ефірно-кабельного телебачення (1988 рік), ініціатор та організатор першого безпосереднього супутникового мовлення з території колишнього СРСР (1994 рік, «Міжнародний слов'янський канал»), засновник телекомпаній «Тоніс» і «ТЕТ», продюсер, громадський діяч.
- Щербаков Павло Миколайович (4 серпня 1927, село Сергіївка, тепер Братського району Миколаївської області — 8 травня 2006, місто Миколаїв Миколаївської області) — український радянський діяч, суднобудівник, бригадир судноскладальників Чорноморського суднобудівного заводу, Герой Соціалістичної Праці, депутат Верховної Ради СРСР 7—8-го скликань (1966—1974).
- Кухто Микола Кузьмич (12 грудня 1919, Вітебськ — 23 березня 2006, Миколаїв) — радянський конструктор газотурбінних двигунів, лауреат Державної премії СРСР.